# Studeno (Postojna, Slovenija)
Studeno je naselje u slovenskoj Općini Postojni. Studeno se nalazi u pokrajini Notranjskoj i statističkoj regiji Notranjsko-kraškoj. 

## Stanovništvo
Prema popisu stanovništva iz 2002. godine naselje je imalo 297 stanovnika.